# 4340 Dence
4340 Dence este un asteroid din centura principală, descoperit pe 4 mai 1986 de Carolyn Shoemaker.